# David Briggs (Organist)
David Briggs (* 1. November 1962 in Bromsgrove, England) ist ein englischer Organist, Komponist und Hochschullehrer.

## Leben
Bereits im Alter von 17 Jahren hatte sich Briggs bei Orgelwettbewerben ausgezeichnet und erhielt diverse Stipendien. Von 1981 bis 1984 studierte er am King’s College der Universität Cambridge. Gleichzeitig studierte er in Paris bei Jean Langlais.
Nach Ende seines Studiums nahm er eine Stellung als Organist in Hereford an, bevor er 1989 als Organist und Chorleiter an die Kathedrale von Truro berufen wurde. 1994 wechselte er in eine gleichwertige Position an die Kathedrale von Gloucester, an der er bis 2002 tätig war.
Seitdem ist er auf Konzertreisen international unterwegs. Zusätzlich unterrichtet er an der Universität Cambridge, ist regelmäßig Mitglied in internationalen Wettbewerbsjurys, so zum Beispiel in Deutschland beim Festival Europäische Kirchenmusik, und gibt Meisterkurse an diversen Hochschulen und Konservatorien in Europa und Nordamerika. Außerdem ist er derzeit Artist in Residence an der St.-James-Kathedrale in Toronto.
Briggs’ Wirken ist vielfach preisgekrönt. So war er der erste britische Gewinner des Tournemire-Preises beim St Albans International Organ Festival, außerdem gewann er den ersten Preis beim Internationalen Improvisationswettbewerb in Paisley.

## Werke (Auswahl)
Chor und Orgel
- Truro Eucharist, 1990
- The Music Mountain, 1991
- The Noble Stem of Jesse, 1996
- Holy is the True Light, 1997
- Jubilate Deo, 1998
- O Thou Who Art Unchangeable, 1999
- Magnificat and Nunc Dimittis, 2000
- Messe pour Notre-Dame, 2002
- When in our music God is glorified, 2003
- Regina Coeli, 2004
- Magnificat and Nunc Dimittis for Jesus College, Cambridge 2008

Chor und Orchester
- Te Deum Laudamus, 1997
- Creation, 2000
- Te Deum Laudamus, 2003
- St John Passion, 2005

Orgel
- Marche Episopale, 1999
- Transcription of the Improvised Fugue / Toccata on “I Vow To Thee My Country”, 2000
- Fantasie, 2004
- Trio Sonata, 2005

## Diskographie (Auswahl)
- Great European Organs No. 16, Priory Records 1990
- Choral Evensong from Truro Cathedral, Priory Records 1993
- The Illusionist’s Art - Cochereau Transcriptions, Priory Records 1994
- Great Organ Transcriptions, Kevin Mayhew 1995
- Popular Organ Music Volume 2, Priory Records 1996
- Mahler: Symphony No. 5, Priory Records 1998
- Organ Spectacular, Delos 1999
- Improvisations II, Briggs Label 2000
- Great European Organs No. 57, Priory Records 2000
- Sounds Artistic, Lammas 2002
- Fanfare I, Priory Records 2003
- Fanfare II, Priory Records 2004
- Sounds French, Lammas 2004
- David Briggs Live!, Pro Organo 2006